# Werschino-Darassunski
Werschino-Darassunski (russisch Верши́но-Дарасу́нский) ist eine Siedlung städtischen Typs in der Region Transbaikalien in Russland mit 5946 Einwohnern (Stand 14. Oktober 2010).

## Geographie

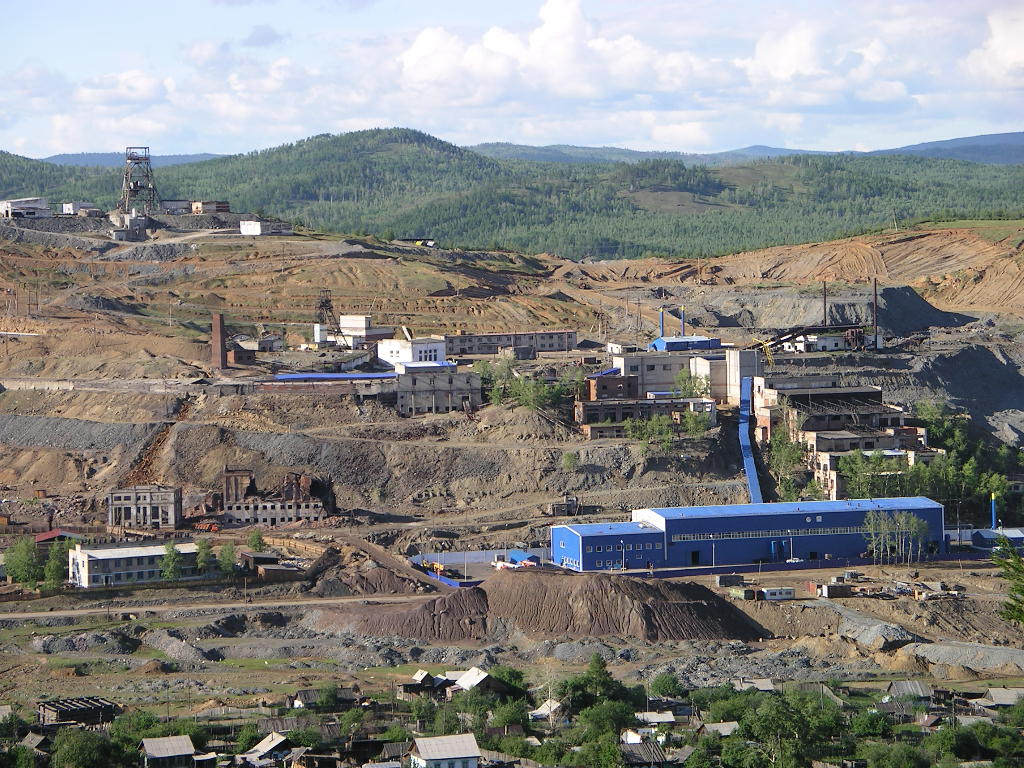
Goldbergwerk in Werschino-Darassunski

Der Ort liegt gut 140 km Luftlinie ostnordöstlich der Regionshauptstadt Tschita im Nertscha-Kuenga-Gebirge am Oberlauf des Flüsschens Darassun im Flusssystem des Amur-Quellflusses Schilka.
Werschino-Darassunski gehört zum Rajon Tungokotschenski und befindet sich gut 40 km südöstlich von dessen Verwaltungszentrum Werch-Ussugli. Die Siedlung ist Sitz der Stadtgemeinde Werschino-Darassunskoje gorodskoje posselenije, zu der außerdem die Siedlung Swetly (10 km nordwestlich) gehört.

## Geschichte
Die Siedlung wurde 1865 bei der 1861 entdeckten Goldlagerstätte Usur-Malachai gegründet und trug zunächst nach dem Fluss den Namen Darassun. Auf einer weiteren, 1883 entdeckten Lagerstätte wurde 1911 mit dem Untertageabbau begonnen. Im Zusammenhang mit dem Ausbau des Bergwerks ab der zweiten Hälfte der 1920er-Jahre erhielt der Ort 1932 den Status einer Siedlung städtischen Typs. Bis 1953 befand sich dort auch ein Straflager im System des Gulag.
Da ab 1950 ein weiterer Ort der damaligen Oblast Tschita den Namen Darassun trug, erfolgte 1954 zur Unterscheidung die Umbenennung der Siedlung in Werschino-Darassunski (das russische Wort werschina, wörtlich „Gipfel“, bezeichnet hier den Oberlauf eines Flusses).

### Bevölkerungsentwicklung
| Jahr | Einwohner |
| ---- | --------- |
| 1939 | 17.971    |
| 1959 | 11.867    |
| 1970 | 11.407    |
| 1979 | 10.799    |
| 1989 | 10.384    |
| 2002 | 6.743     |
| 2010 | 5.946     |

Anmerkung: Volkszählungsdaten

## Verkehr
Straßenverbindung von Werschino-Darassunski besteht zur etwa 50 km südlich vorbeiführenden Fernstraße M58 (Tschita – Chabarowsk) und weiter nach Schilka an der Transsibirischen Eisenbahn. Nach Norden führt die Straße von Werschino-Darassunski weiter in das Rajonzentrum Werch-Ussugli und zu den Orten am Mittellauf der Nertscha.